# Michael Flagstad
Michael Flagstad (Kongsberg, 4 februari 1869 – 1 december 1930) was een Noors muzikant en stenograaf.
Hij was zoon van een geweermaker Ole Flagstad (geboren 1836) en Anne Kirstine Flagstad (geboren 1844) uit Kongsberg.
Hij kreeg zijn muzikale opleiding van violist Gudbrand Bøhn. Hij was dirigent van het orkest van het Centraltheatret van 1901 tot 1909 en vervolgens van Det Norske Theatret van 1912 tot 1917. Hij was een van de medeoprichters in 1911 van de Bond voor Noorse musici. Hij vertaalde ook een aantal buitenlandse opera’s naar het Noors.
Michael Flagstad huwde Marie Nielsen Johnsrud en bracht vier muzikale kinderen voort: Kirsten Flagstad, Ole Flagstad, Lasse Flagstad en Karen-Marie Flagstad.
- Library of Congress Control Number: n2015064062
- MusicBrainz: 1bb9e49a-069e-415a-9bd2-b4289752f58c
- Virtual International Authority File: 301144783033604908818
- WorldCat: E39PBJjCJhmgXQJJTfvYyDBHG3